# Monroe County (Michigan)
Monroe County je okres na jihovýchodě státu Michigan v USA. K roku 2010 zde žilo 152 021 obyvatel. Správním městem okresu je Monroe, které je rovněž jeho největším městem. Celková rozloha okresu činí 1 761 km².

## Sousední okresy
| Růžice kompasu | Washtenaw County |                          | Wayne County | Růžice kompasu |
| Růžice kompasu | Lenawee County   | Sever                    |              | Růžice kompasu |
| Růžice kompasu | Lenawee County   | Monroe County (Michigan) |              | Růžice kompasu |
| Růžice kompasu | Lenawee County   | Jih                      |              | Růžice kompasu |
| Růžice kompasu | Lucas County, OH |                          |              | Růžice kompasu |